# Miles Reid
Miles Reid (Hoddesdon, 30 de janeiro de 1948) é um matemático britânico, que trabalha com geometria algébrica.
Reid estudou na Universidade de Cambridge, onde obteve o bacharelado em 1969 e um doutorado em 1972, orientado por Pierre Deligne e Peter Swinnerton-Dyer, com a tese The complete intersection of two or more quadrics. Em 1978 foi lecturer na Universidade de Warwick, em 1989 reader e em 1992 professor.
Recebeu o Prêmio Berwick Sênior de 2006. Em 2004 foi eleito fellow da Royal Society. Foi palestrante convidado do Congresso Internacional de Matemáticos em Pequim (2002: Update on 3-fold). Receveu o Prêmio Pólya de 2014.
Traduziu livros-texto do russo (dentre outros Basic algebraic geometry de Igor Shafarevich) e japonês.

## Obras
- Undergraduate algebraic geometry, Cambridge University Press 1988
- Undergraduate commutative algebra, Cambridge University Press 1995
- com Balazs Szendroi: Geometry and topology, Cambridge University Press 2007
- Update on 3-folds, ICM 2002